# Agrotis williamsi
Agrotis williamsi là một loài bướm đêm trong họ Noctuidae.